# Moteur turbocompound
Un moteur turbocompound est une variante de moteur à explosion, dans laquelle une turbine extrait de l'énergie mécanique des gaz d'échappement et la fournit au vilebrequin.

## Principe

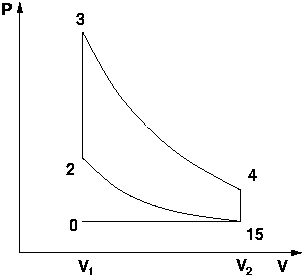
Représentation du cycle de Beau de Rochas sur le diagramme de Clapeyron (P,V).

La conception d'un moteur à pistons simple implique que le taux de compression est égal au taux de détente. Par exemple, si le volume occupé par l'air est divisé par 10 pendant la phase de compression (valeur typique d'un moteur essence automobile moderne), il est multiplié par 10 pendant la phase de détente. Cela a pour conséquence, comme illustré ci-contre sur le diagramme de Clapeyron du Cycle de Beau de Rochas, qu'au moment (noté 4) où s'ouvre la (ou les) soupape(s) d'échappement, la pression dans le cylindre n'est pas complètement revenue à la pression atmosphérique et une partie de l'énergie est perdue ; pire encore, le piston devra même perdre de l’énergie plus que nécessaire pour pousser les gaz brulés pendant le temps d'échappement. Le problème auquel le concept de turbocompound vise à apporter une solution est donc : comment terminer la détente, pour récupérer cette énergie ?
Une technique bien connue pour cela, utilisée dans les moteurs turbocompressés, est de placer une turbine dans la ligne d'échappement pour actionner un compresseur destiné à augmenter le volume d'air introduit dans le cylindre. 
Le principe d'un moteur turbocompound est similaire, mais la turbine qui récupère l'énergie sur l'échappement, au lieu d'alimenter un compresseur, est liée à l'arbre principal du moteur. La liaison est en général faite par l'intermédiaire d'un accouplement hydraulique. Un moteur turbocompound peut en outre aussi être turbocompressé, avec plusieurs turbines successives, fournissant de l'énergie respectivement au compresseur et à l'arbre principal.
L'inconvénient évident de la technique est qu'elle nécessite une turbine et un système de liaison à l'arbre principal, avec la complexité, le coût et les problèmes d'entretien que cela implique. On dispose d'autres techniques plus simples pour s'attaquer au même problème, par exemple le fonctionnement en cycle d'Atkinson ou en cycle de Miller.

## Aviation

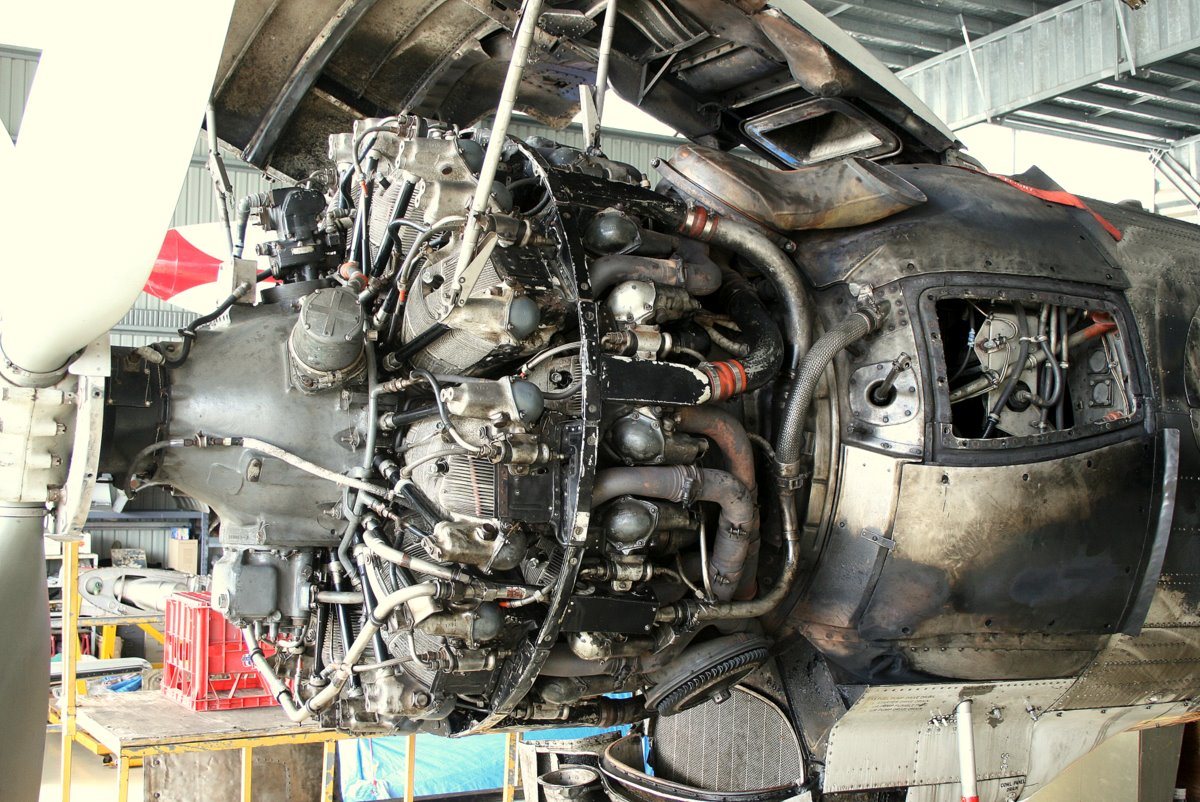
Moteur R-3350.

Le Wright R-3350, dans ses évolutions, d'après-guerre, est devenu un moteur compound. Si de nombreux autres prototypes ont existé, il est le seul compound d'aviation produit en série. Trois turbines appelées PCT (Power Recovery Turbine) ont été installées, chacune exploitant l'énergie des lignes d'échappement de six cylindres. À plein régime, les PCT fournissaient 450 chevaux de puissance supplémentaire « gratuite », c'est-à-dire sans consommation de carburant supplémentaire. Ce moteur de légende a animé les non moins légendaires Douglas DC-7 et Lockheed L-1649 Starliner.

## Camions
La technique compound a été utilisée sur quelques moteurs de camion, comme des versions du moteur D12 Volvo dans les années 1990. Comme en aviation, ces moteurs ont posé des difficultés de maintenance et de fiabilité. En 2019, Volvo a commercialisé un nouveau moteur de ce type. La consommation est réduite d'environ 8%.